# Septemberprogramm

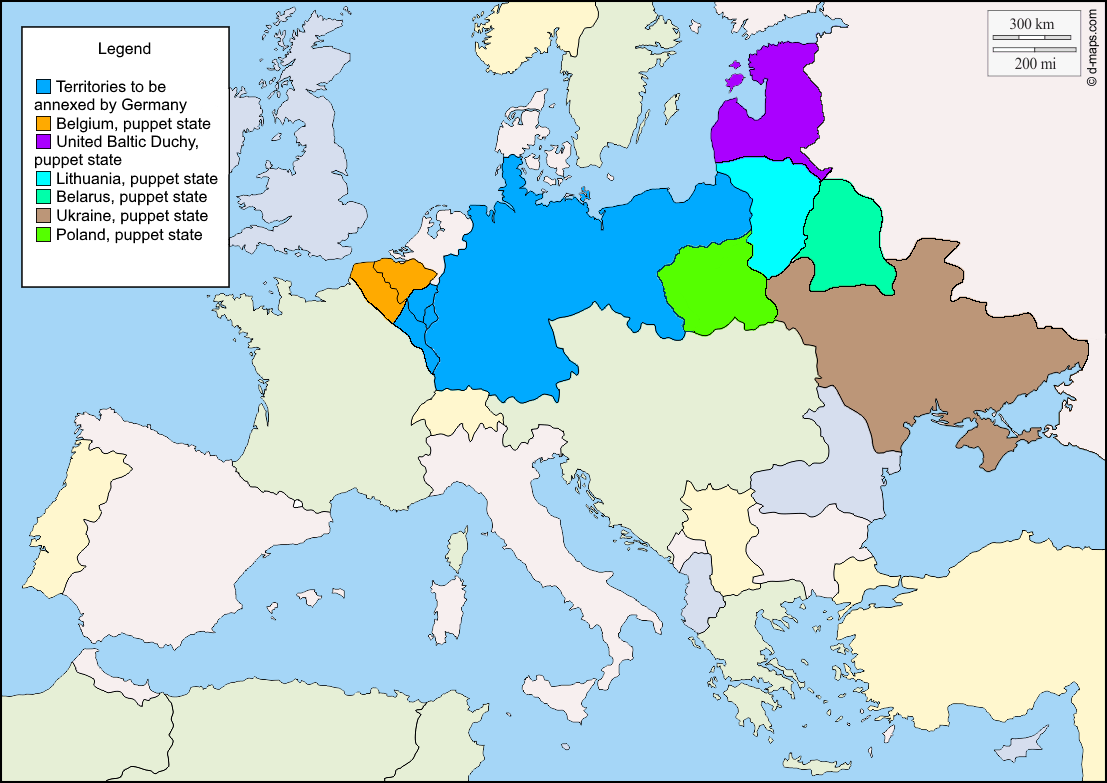
Obiettivi del Septemberprogramm in Europa.

Il Septemberprogramm (Programma di settembre) era un progetto sviluppato dal cancelliere tedesco Theobald von Bethmann-Hollweg il 9 settembre 1914, cinque settimane dopo l'inizio della prima guerra mondiale. Questo piano descriveva dettagliatamente gli ambiziosi obiettivi di guerra tedeschi dopo la prevista vittoria.
Il piano non è mai stato ufficialmente adottato o messo in pratica, ed è stato scoperto solo molto tempo dopo la guerra dallo storico Fritz Fischer, che ha concluso che gli obiettivi espansionistici della Germania fossero i motivi per cui entrò in guerra. Tale interpretazione è stata oggetto di numerose controversie.
L'opinione generale è che si trattasse più di un documento di discussione che non una politica di governo formalmente adottata.

## Obiettivi di guerra

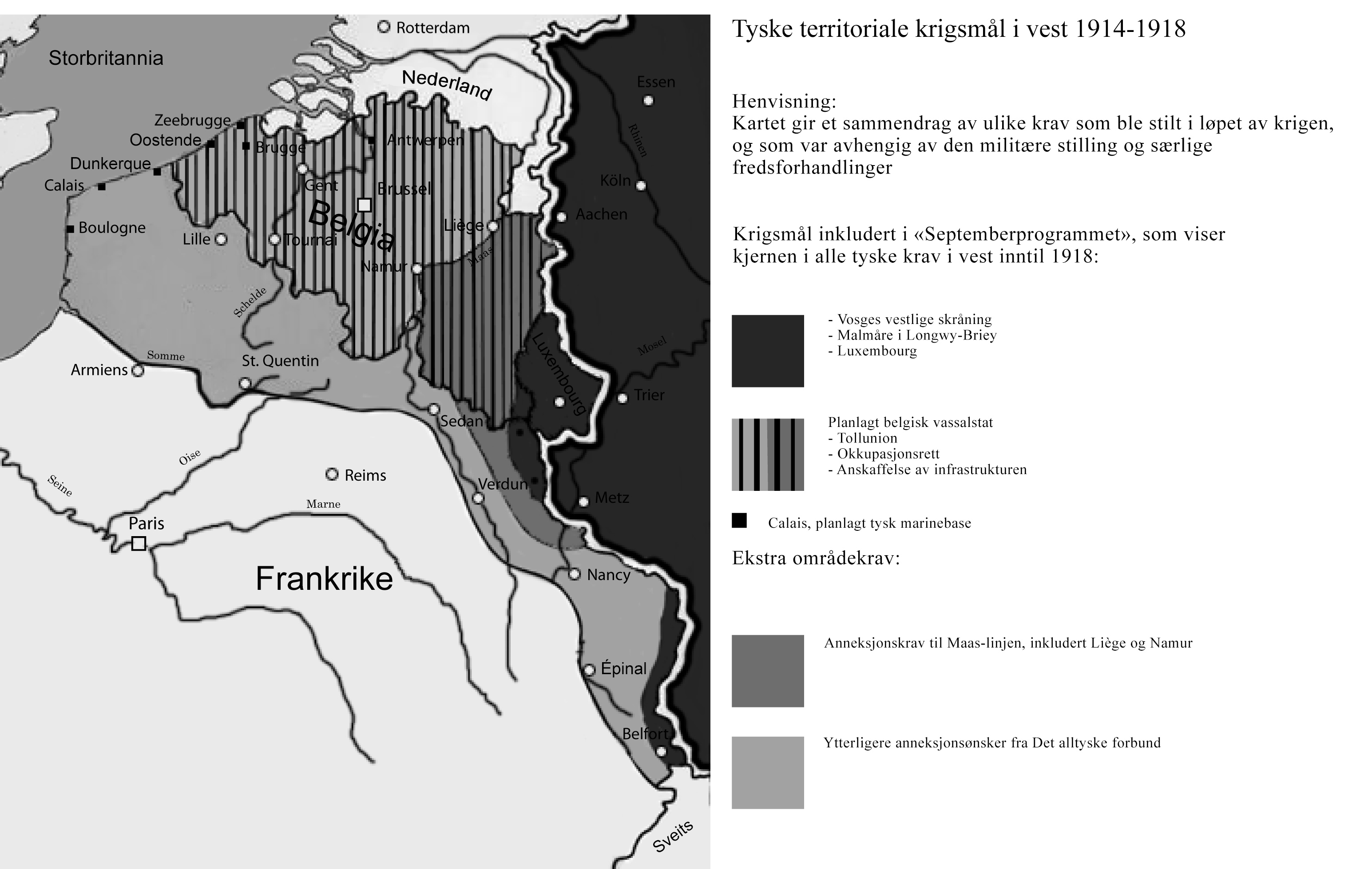
Mappa degli obiettivi tedeschi in Europa occidentaleː
- in grigio scuro i territori da annettere direttamente all'Impero tedesco, ovvero il versante occidentale dei Vosgi con Belfort - in basso, confinante con il territorio imperiale dell'Alsazia-Lorena - e il bacino minerario di Longwy-Briey (dalla Francia), il Lussemburgo e l'Arelerland (dal Belgio);
- in grigio le richieste successive, con l'annessione dei territori belgi fino alla Mosa (in tedesco Maas) con le città di Liegi (Lüttich), Verviers (Velwisch) e Namur (Namür);
- in grigio chiaro le aree della Francia e del Belgio che sarebbero dovute passare sotto controllo tedesco, eventualmente tramite occupazione militare diretta (specialmente dei porti su La Manica e sul Mare del Nord), ma comunque da rendere economicamente dipendenti dalla Germania che ne avrebbe controllato le infrastrutture e i commerci, con la possibilità di annettere al Belgio (ridotto a rango di Stato vassallo dell'Impero tedesco) le Fiandre francesi con Dunquerque, Calais e Boulogne, abitate prevalentemente da popolazione fiamminga.

Mappa approssimativa della Mittelafrika: in blu scuro sono indicate le colonie tedesche in Africa fino alla prima guerra mondiale e in blu i territori da conquistare. Le colonie portoghesi, altre possibili annessioni, sono indicate in blu chiaro.

- Annessione del Lussemburgo come Stato membro della Germania.
- Imposizione alla Francia di un'indennità di guerra di 10 miliardi di Reichsmark tale da «impedirle di spendere somme considerevoli in armamenti per i prossimi 15-20 anni»,[2] con ulteriori pagamenti per coprire i fondi per i veterani e per pagare tutto il debito nazionale esistente della Germania.
- Annessione del campo minerario di Briey (in tedesco Brieg in Lothringen) e Longwy (in tedesco Langich) produttore di acciaio; annessione della regione dei Vosgi occidentali con Belfort (Beffert) e cessione da parte francese di una fascia costiera settentrionale da Dunkerque (Dünkirchen in tedesco) a Boulogne-sur-Mer, che sarebbe passata sotto controllo tedesco. L'economia francese avrebbe dovuto dipendere dalla Germania e tutti gli scambi commerciali con l'impero britannico avrebbero dovuto cessare. La Francia sarebbe stata parzialmente disarmata con la demolizione delle sue fortezze settentrionali.
- Trasformazione del Belgio e dei Paesi Bassi in stati satellite. Controllo militare, politico ed economico del Belgio (5 aprile 1916, discorso di Bethmann-Hollweg al Reichstag) con l'annessione alla Prussia della zona di Liegi (da ribattezzare col nome tedesco di Lüttich),[3] Verviers (Velwisch) e Anversa, nonché della costa fiamminga. La Germania avrebbe mantenuto basi militari e navali in Belgio ed eventualmente anche nei Paesi Bassi, che sarebbero stati governati sotto la direzione tedesca.
- Abolizione degli stati neutrali sui confini della Germania.
- Creazione della «Mitteleuropäischer Wirtschaftsverband», un'associazione economica mitteleuropea, ispirata alla visione del suo ideatore Walther Rathenau - da realizzare attraverso l'unione doganale di «Francia, Belgio, Paesi Bassi, Danimarca, Austria-Ungheria, Polonia e, eventualmente, Italia, Svezia e Norvegia»[2] - dominata dalla Germania, ma apparentemente egualitaria. Tra i suoi membri sarebbero stati inclusi gli appena creati stati cuscinetto ritagliati a ovest dell'Impero russo come la Polonia, che sarebbero rimasti sotto la sovranità tedesca "per sempre".[4]
- Espansione dell'impero coloniale tedesco con la creazione, innanzi tutto, di una colonia tedesca contigua in Africa centrale a spese delle colonie francesi e belghe. Presumibilmente, lasciando aperta l'opzione per i futuri negoziati con la Gran Bretagna, non sarebbero state prese colonie britanniche, ma l'"egemonia intollerabile" della Gran Bretagna negli affari del mondo sarebbe stata fatta giungere alla fine.

## Il programma di settembre
Quando nel marzo del 1916 il cancelliere parlò dei suoi propri obiettivi di guerra prendeva certamente lo spunto dal suo programma del settembre 1914.
Il 9 settembre 1914, al culmine della battaglia della Marna, quando sembrava imminente il crollo della Francia, il cancelliere tedesco Theobald von Bethmann-Hollweg inviò dal Gran Quartier generale di Coblenza al suo sostituto a Berlino, il segretario di Stato al Ministero degli Interni del Reich Clemens von Delbrück, un preciso programma sugli obiettivi di guerra, redatto per suo incarico presso il Quartier generale.
Nell'attesa di solleciti negoziati di pace, il cancelliere definì il suo programma del 9 settembre come l'«abbozzo provvisorio delle direttive della nostra politica in occasione della conclusione della pace». Per lui «l'obiettivo generale della guerra» era:
Il programma non si occupava degli obiettivi in Oriente schizzati in questo lapidario attacco, non essendo ancora la conclusione della pace con la Russia un problema attuale; ciò non significa però che essi non avessero ancora assunto concreta fisionomia. La definizione particolareggiata degli «obiettivi della guerra nei loro dettagli» si limita all'Occidente continentale, poiché soltanto in questo settore la conclusione della pace sembrava vicina in modo tangibile:
(Il programma di settembre di Bethmann Hollweg)

## Un piano mai messo in pratica
Germania e suoi alleati
     Aree delle parti russe della Polonia (striscia di frontiera polacca) e dell'Armenia da annettere alla Germania/Turchia
     Stati semi-autonomi sotto completo controllo tedesco - futura annessione
     Nuovi paesi - economicamente e amministrativamente dipendenti dalla Germania
     Ucraina – sotto controllo economico tedesco
     Pianificata Repubblica Tatara – area di colonizzazione tedesca
     Paesi politicamente ed economicamente legati alla Germania
     Pianificata Repubblica Transcaucasica – politicamente legata alla Germania
     Stati cosacchi semi-autonomi all'interno della Russia – sfera d'influenza tedesca

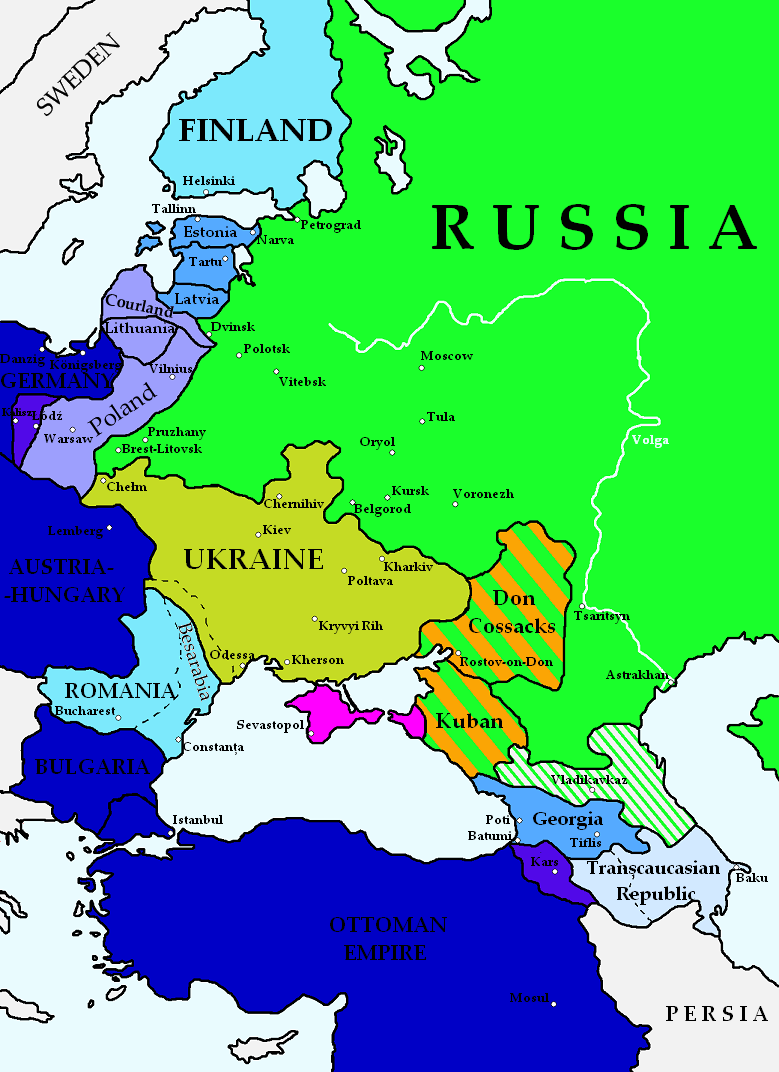
Mappa dei piani tedeschi di un «nuovo ordine politico» in Europa centrale ed orientale dopo i trattati di Brest-Litovsk del 9 febbraio 1918 e del 3 marzo 1918 e del Trattato di Bucarest del 7 maggio 1918.
Germania e suoi alleati
Aree delle parti russe della Polonia (striscia di frontiera polacca) e dell'Armenia da annettere alla Germania/Turchia
Stati semi-autonomi sotto completo controllo tedesco - futura annessione
Nuovi paesi - economicamente e amministrativamente dipendenti dalla Germania
Ucraina – sotto controllo economico tedesco
Pianificata Repubblica Tatara – area di colonizzazione tedesca
Paesi politicamente ed economicamente legati alla Germania
Pianificata Repubblica Transcaucasica – politicamente legata alla Germania
Stati cosacchi semi-autonomi all'interno della Russia – sfera d'influenza tedesca

Il "piano di settembre" venne redatto da Kurt Riezler, un membro dello staff dell'ufficio del Cancelliere Bethmann-Hollweg, in base agli input delle leadership industriali, militari ed economiche tedesche. Fu una proposta in discussione ma venne fortemente osteggiata da potenti elementi politici in Germania e non venne mai adottato. Ad ogni modo, poiché la Germania non vinse la guerra sul fronte occidentale, non poté mai essere messo in pratica. Lo storico Raffael Scheck ha affermato che: "Il governo, infine, non si è impegnato in nulla. Aveva ordinato il programma di settembre come un'audizione informale al fine di conoscere l'opinione delle élite economiche e militari".
Nell'est, invece, la Germania e i suoi alleati riuscirono ad ottenere importanti concessioni territoriali ed economiche dalla Russia nel trattato di Brest-Litovsk e dalla Romania con il trattato di Bucarest.